# Random House

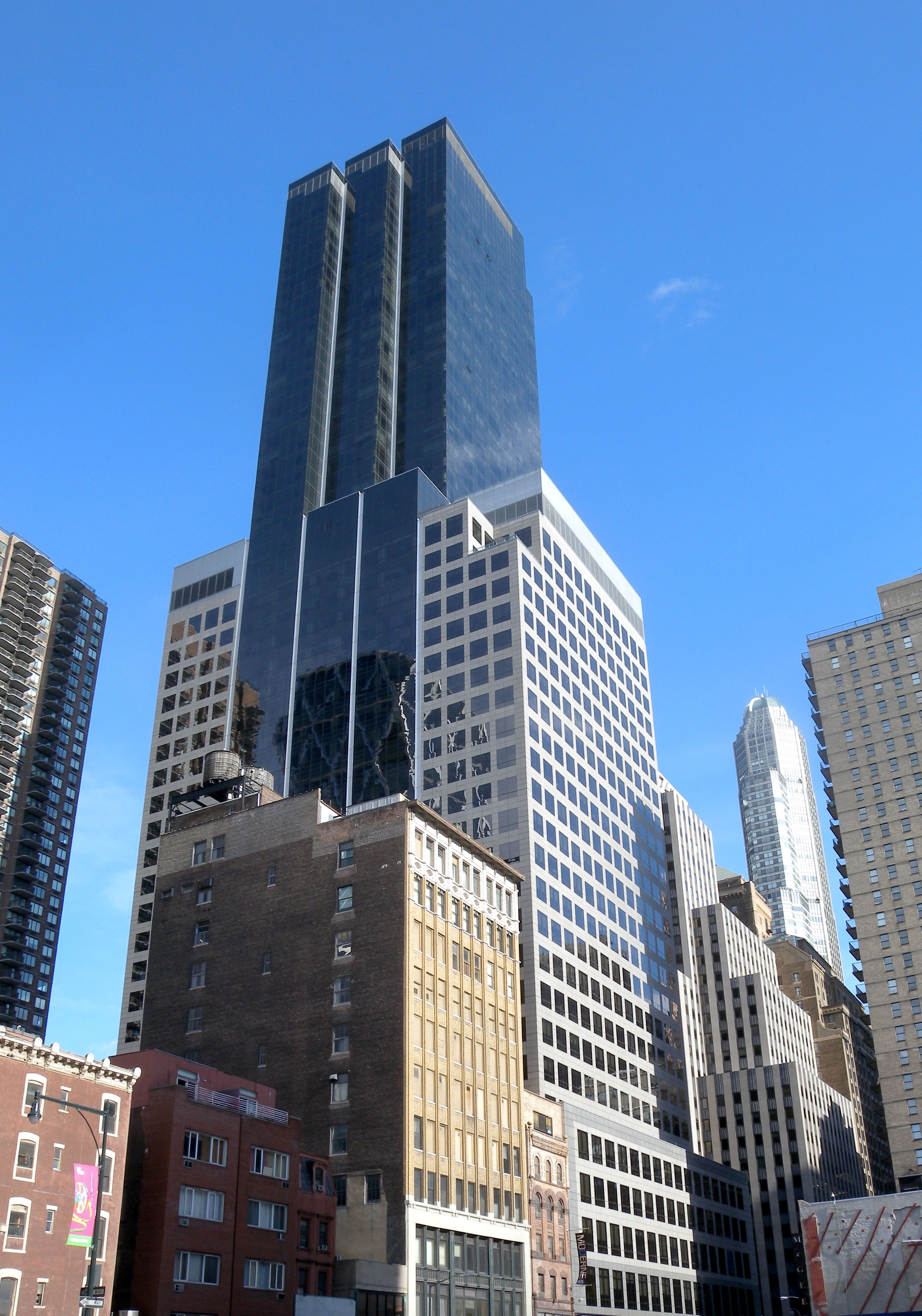
Random House Tower, vestiging van de uitgeverij

Random House is de grootste uitgeverij als het gaat om boeken over algemene interesses en tevens een van de uitgeverijen van het Duitse mediaconglomeraat Bertelsmann. De uitgeverij is opgericht in 1927 door Bennett Cerf en Donald Klopfer. In 1998 werd de uitgeverij overgenomen door Bertelsmann.
Medio 2013 werd de fusie van Penguin en Random House afgerond. Met zo’n 10.000 medewerkers en een jaaromzet van 3 miljard euro is het de grootste boekuitgever ter wereld. De samenvoeging was een antwoord op dalende verkopen mede als een gevolg van de digitalisering. De combinatie heeft een kwart van de boekenmarkt in handen in zowel het Verenigd Koninkrijk als de Verenigde Staten. De voormalige eigenaar van Penguin, Pearson, heeft een belang van 47% in Penguin Random House en Bertelsmann de rest. In 2017 kocht Bertelsman een aandelenbelang van 22% in Penguin Random House voor ongeveer 1 miljard dollar van partner Pearson en bracht daarmee het belang op 75%. In december 2019 maakte Pearson bekend het resterende belang in Penguin Random House te verkopen aan Bertelsmann voor 675 miljoen dollar. De overname was in april 2020 afgerond, waarmee Bertelsmann de enige eigenaar van de uitgeverij werd.